# Glacier de Lonak
Le glacier de Lonak est un des glaciers de la partie orientale de l'Himalaya situé au Sikkim en Inde. Il est situé à une altitude de 4 720 m et constitue un camp de base pour rejoindre les glaciers du Kanchenjunga. La fonte de son front glaciaire a donné naissance au lac Lhonak Sud.